# Blizno (województwo zachodniopomorskie)
Blizno – osada w Polsce położona w województwie zachodniopomorskim, w powiecie świdwińskim, w gminie Świdwin.